# Ons Middelbaar Onderwijs

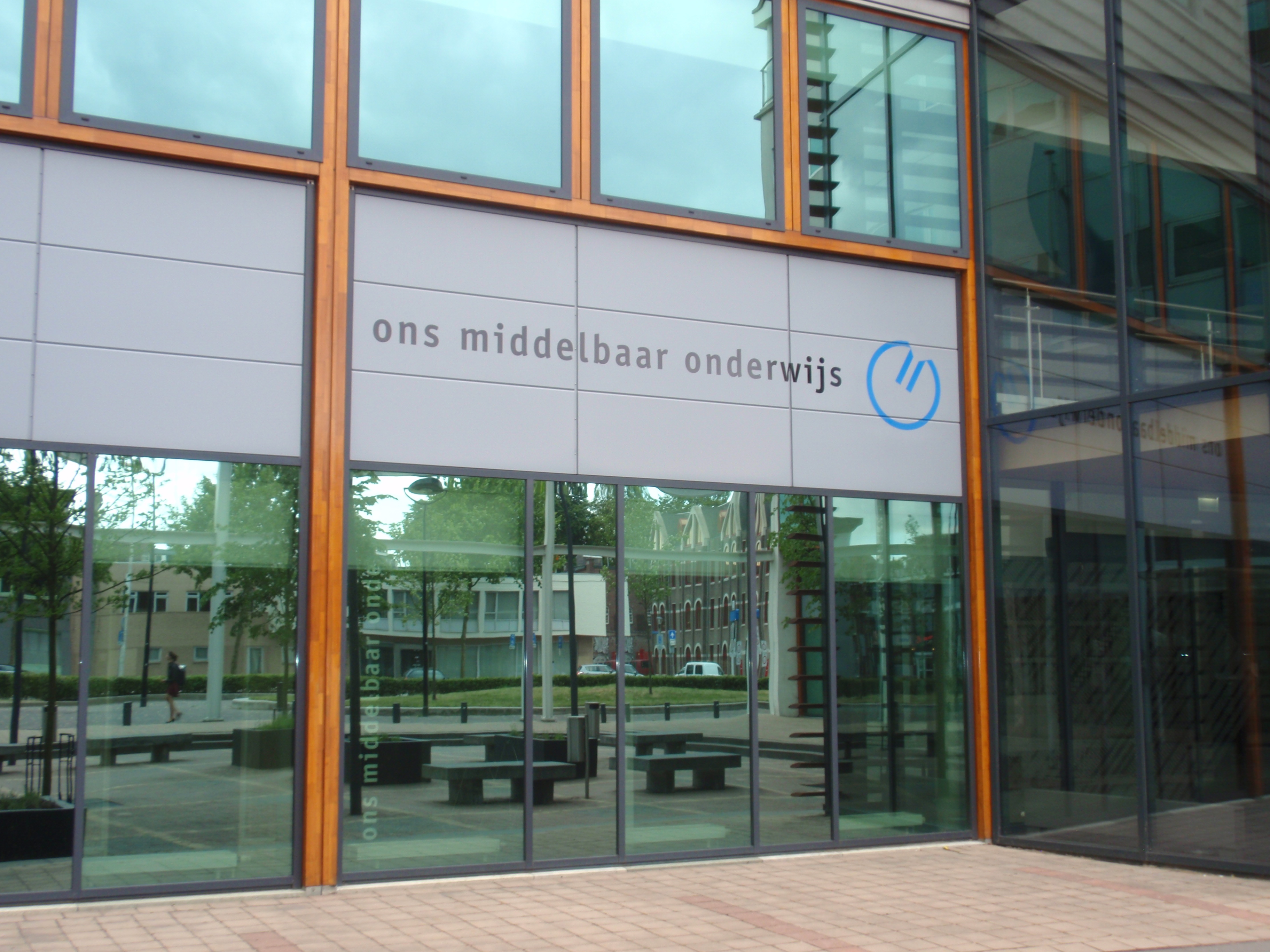
Ons Middelbaar Onderwijs-gebouw in Tilburg

De vereniging Ons Middelbaar Onderwijs (OMO) is een bestuursorganisatie voor het voortgezet onderwijs in de Nederlandse provincie Noord-Brabant. De vereniging is opgericht in 1916 en is gevestigd in Tilburg, alwaar het 34 scholen voor voortgezet onderwijs (voorheen middelbare scholen genoemd) bestuurt. Dit zijn veelal katholieke scholen die onderwijs aanbieden van vmbo tot en met gymnasium. Daarnaast wordt op veel scholen leerwegondersteunend onderwijs en praktijkonderwijs aangeboden. 
De raad van bestuur wordt geleid door voorzitter Ingrid de Bonth (sinds 2025 opvolger van Jos Kusters), de raad van toezicht door Theo Camps.
Het agglomeraat voortgekomen uit fusies heeft anno 2021 een lumpsumbudget van 500 miljoen euro voor 70 duizend leerlingen en 7.000 leerkrachten. OMO is de grootste organisatie voor het voortgezet onderwijs van Nederland; ongeveer de helft van de middelbare scholen in Brabant vallen eronder.

## Scholen
Het aantal scholen waarover de vereniging bestuurlijk gezag uitvoert is 34(anno 2021).
- 2College (Tilburg)
  - 2College Durendael (Oisterwijk, hoofdvestiging)
  - 2College Cobbenhagenlyceum (Tilburg)
  - 2College Cobbenhagenmavo (Tilburg)
  - 2College, Jozefmavo (Tilburg)
  - 2College Ruivenmavo (Berkel-Enschot)
- Baanderherencollege (Boxtel)
- Bossche Vakschool ('s-Hertogenbosch)
- De Nieuwste School (Tilburg)
- Eckartcollege (Eindhoven)
  - Pleincollege Nuenen (Nuenen)
- Elzendaalcollege (Boxmeer)
- Gymnasium Beekvliet (Sint-Michielsgestel)
- Instelling Voortgezet Onderwijs Deurne (Deurne)
  - Peellandcollege
  - Alfrinkcollege
  - Hub van Doornecollege
  - Sprongcollege
- Jacob Roelandslyceum (Boxtel)
- Jeroen Bosch College ('s-Hertogenbosch)
- Kwadrant Scholengroep (Dongen)
  - Cambreur College (Dongen)
  - Hanze College (Oosterhout)
- Maaslandcollege (Oss)
- Maurick College (Vught)
- Merletcollege (Cuijk, Grave en Mill)
- Mill Hill College (Goirle)
- Munnikenheide College (Etten-Leur en Rucphen)
- OMO Scholengroep Bergen op Zoom (Bergen op Zoom)
  - Mollerlyceum (Bergen op Zoom)
  - ZuidWestHoek College (Ossendrecht)
  - 't Ravelijn (Steenbergen)
  - Zoom Mavo (Bergen op Zoom)
- OMO Scholengroep De Langstraat (Waalwijk)
  - Dr. Mollercollege (Waalwijk)
  - Walewyc (Waalwijk)
  - Van Haestrechtcollege (Kaatsheuvel)
  - d'Oultremontcollege (Drunen)
- OMO Scholengroep Helmond (Helmond)
  - Carolus Borromeus College
  - Dr. Knippenbergcollege
  - Vakcollege Helmond
  - Praktijkschool Helmond
- OMO Scholengroep Tongerlo (Roosendaal)
  - Gertrudiscollege
  - Norbertuscollege
  - Da Vinci College
- Parmant Scholen (Eindhoven)
  - Sint-Joriscollege
  - Aloysius/De Roosten
  - Antoon Schellenscollege
  - Vakcollege Eindhoven
  - Praktijkschool Eindhoven
  - Helder havo/vwo
- Rodenborch-College (Rosmalen)
- Roncalli Scholengemeenschap (Bergen op Zoom)
- Rythovius College (Eersel)
- Scholengemeenschap Were Di (Valkenswaard)
- Sint-Janslyceum ('s-Hertogenbosch)
- Sint-Odulphuslyceum (Tilburg)
- Sondervick College (Veldhoven)
- Theresialyceum (Tilburg)
- Van Maerlant ('s-Hertogenbosch)
- Van Maerlantlyceum (Eindhoven
- Varendonck-College (Asten en Someren)
- VO Veghel
- Fioretti College  (Veghel)
- Zwijsen College Veghel (Veghel)

## Prijzen
In 2019 en in 2014 won de Vereniging Ons Middelbaar Onderwijs een award in de categorie ‘aansprekende voorbeeldorganisaties’ van de commissie Monitoring Talent naar de Top. De stichting Talent naar de Top streeft naar meer culturele diversiteit binnen organisaties.